# Шуклин, Илья Захарович
Илья Захарович Шуклин (2 августа 1922 — 22 июля 1943) — Герой Советского Союза, командир артиллерийской батареи 820-го артиллерийского полка 284-й стрелковой дивизии Брянского фронта.

## Биография
Родился 2 августа 1922 года в селе Чёрный Ануй Усть-Канского аймака Ойротской автономной области (ныне Республики Алтай). Русский.
Отец – Захар Ильич – был счетоводом.
Мать – Мария Григорьевна – домохозяйкой.
1 октября 1930 года Илья Шуклин поступил в первый класс Черно-Ануйской школы.
1936 г. – Семья переезжает в г. Ойрот-тура.
1938 г. – Илья переходит в 7 класс школы №6 .
1938 г. – Избран Секретарем школьной комсомольской организации.
1939 г. – Избран членом Горкома ВЛКСМ.
20 июня 1941 г. – Первый школьный выпуск. Илья получает аттестат об окончании средней школы. 10 классов окончил в городе Горно-Алтайске.
Июнь 1941 г. – Илья Шуклин – курсант Томского Военного Артиллерийского училища.
Декабрь 1941 г. – Выпускнику училища И.З.Шуклину присваивается звание лейтенанта.
В Красной Армии с 1941 года.
Член ВКП(б) с 1942 года. На фронтах Великой Отечественной войны с апреля 1942 года. Был командиром артиллерийской батареи. Воевал на Брянском, Сталинградском, Юго-Западном фронтах.

### Подвиг

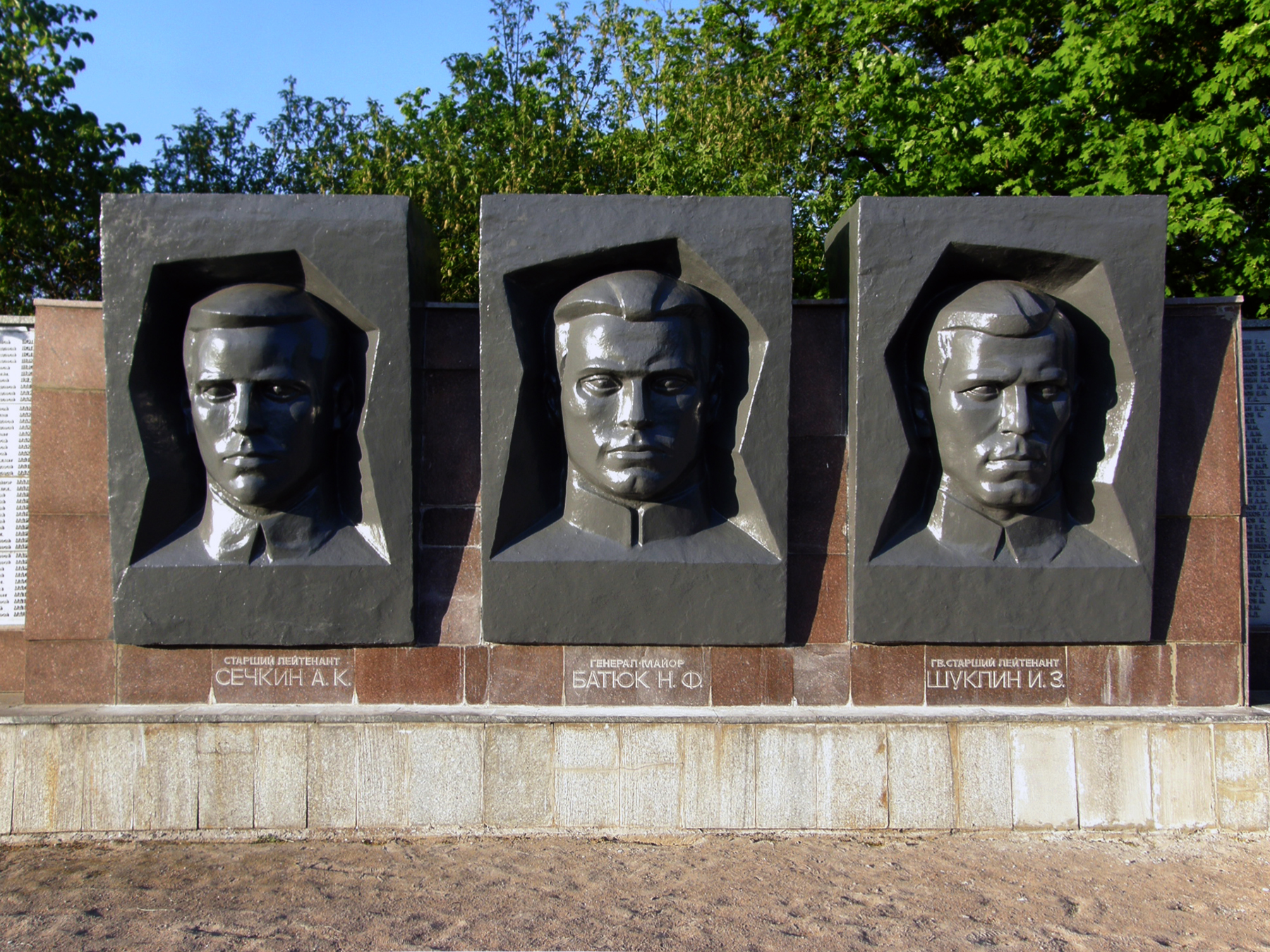
Мемориал в городе Святогорске на месте захоронения генерала Батюка Н. Ф. и Героев Советского Союза Сечкина А. К., Шуклина И. З.

Командир батареи старший лейтенант Илья Шуклин в бою 24 июля 1942 года у села Перекоповка (в 50 километрах северо-западнее Воронежа) вступил со своими артиллеристами в борьбу с 30 фашистскими танками.
В июльских боях под Перекоповкой отличился расчёт 76-мм орудия, который возглавил командир батареи 820-го артиллерийского полка лейтенант И. З. Шуклин. В течение 2,5 ч артиллеристы успешно отражали атаки танков и пехоты, подбили 14 танков, принудив противника к отходу. Также сражался Шуклин и в последующих сталинградских боях.
В одном из боёв у реки Северский Донец, когда части дивизии отражали контратаку около 100 вражеских танков, он погиб 21 июля 1943 года в бою у села Голая Долина (ныне Долина, Славянский район, Донецкая область).
Указом Президиума Верховного Совета СССР от 26 октября 1943 года за образцовое выполнение заданий командования в борьбе против немецко-фашистских захватчиков и проявленные при этом мужество и героизм Шуклину Илье Захаровичу было присвоено звание Героя Советского Союза с вручением ордена Ленина и «медали Золотая Звезда».
Похоронен в городе Святогорске на горе Артёма, рядом похоронены генерал-майор Батюк Н. Ф. и Герой Советского Союза Александр Кириллович Сечкин. Там же находится братская могила советских бойцов, погибших в боях за освобождение Славяногорска и Славянского района.

## Награды и звания
- Герой Советского Союза (Указ Президиума Верховного Совета СССР от 26 октября 1943 года):
  - орден Ленина,
  - медаль «Золотая Звезда»;
- орден Отечественной войны I степени, посмертно (приказ командира 28-го гвардейского стрелкового корпуса № 09/н от 9 сентября 1943 года)[2];
- орден Красной Звезды (приказ Военного совета Сталинградского фронта № 70/н от 4 ноября 1942 года)[3];
- орден Красной Звезды (приказ командира 284-й стрелковой дивизии № 3/н от 4 декабря 1942 года)[4];
- медаль «За оборону Сталинграда» (Указ Президиума Верховного Совета СССР от 22 декабря 1942 года).

## Память

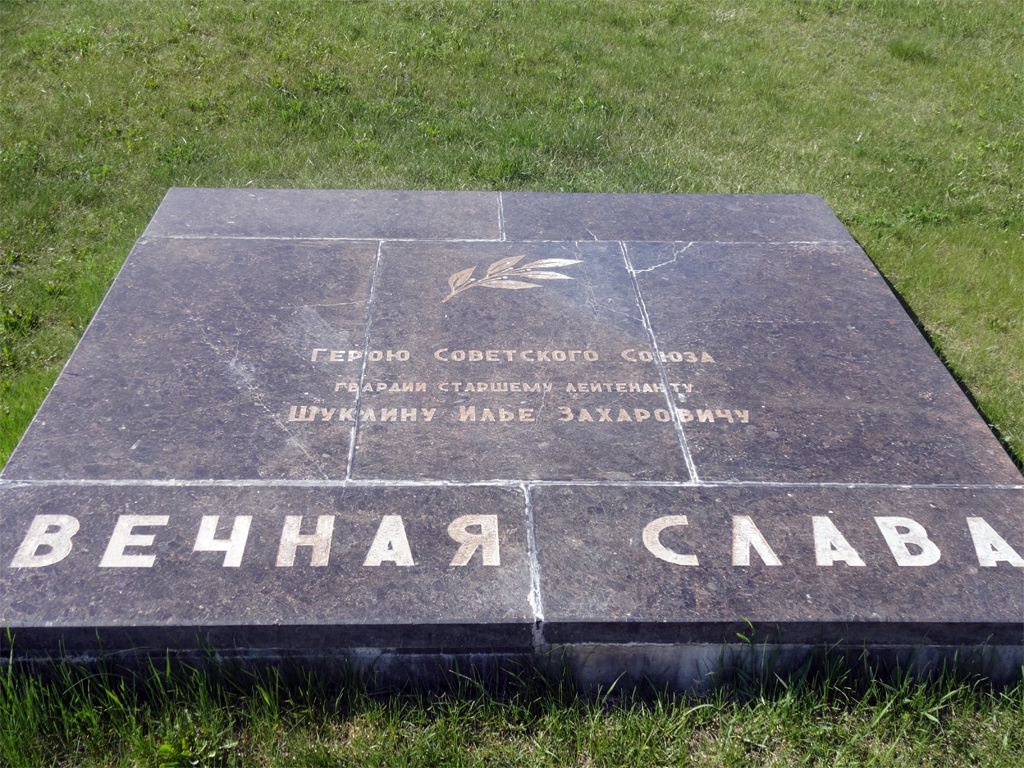
Мемориальная плита И. З. Шуклина на Мамаевом кургане в Волгограде

- Имя Героя высечено золотыми буквами в зале Славы Центрального музея Великой Отечественной войны в Парке Победы города Москвы.
- На братской могиле установлен надгробный памятник.
- Имя Героя присвоено школе № 6 (ныне лицей)[5] и улице в Горно-Алтайске.
- Памятник-барельеф установлен в городе Святогорск.
- В мемориальном комплексе на Мамаевом кургане ему установлена мемориальная плита.
- Приказом Министра обороны СССР И. З. Шуклин зачислен навечно в списки 172-го гвардейского самоходного артиллерийского Берлинского Краснознамённого полка 79-й гвардейской танковой дивизии 8-й гвардейской армии Западной группы войск.
- Подвиг Героя описан в статье К. Симонова «Единоборство» в июле 1942 года в газетах «Правда» и «Красная Звезда».